# تیم ملی بسکتبال با ویلچر ایران

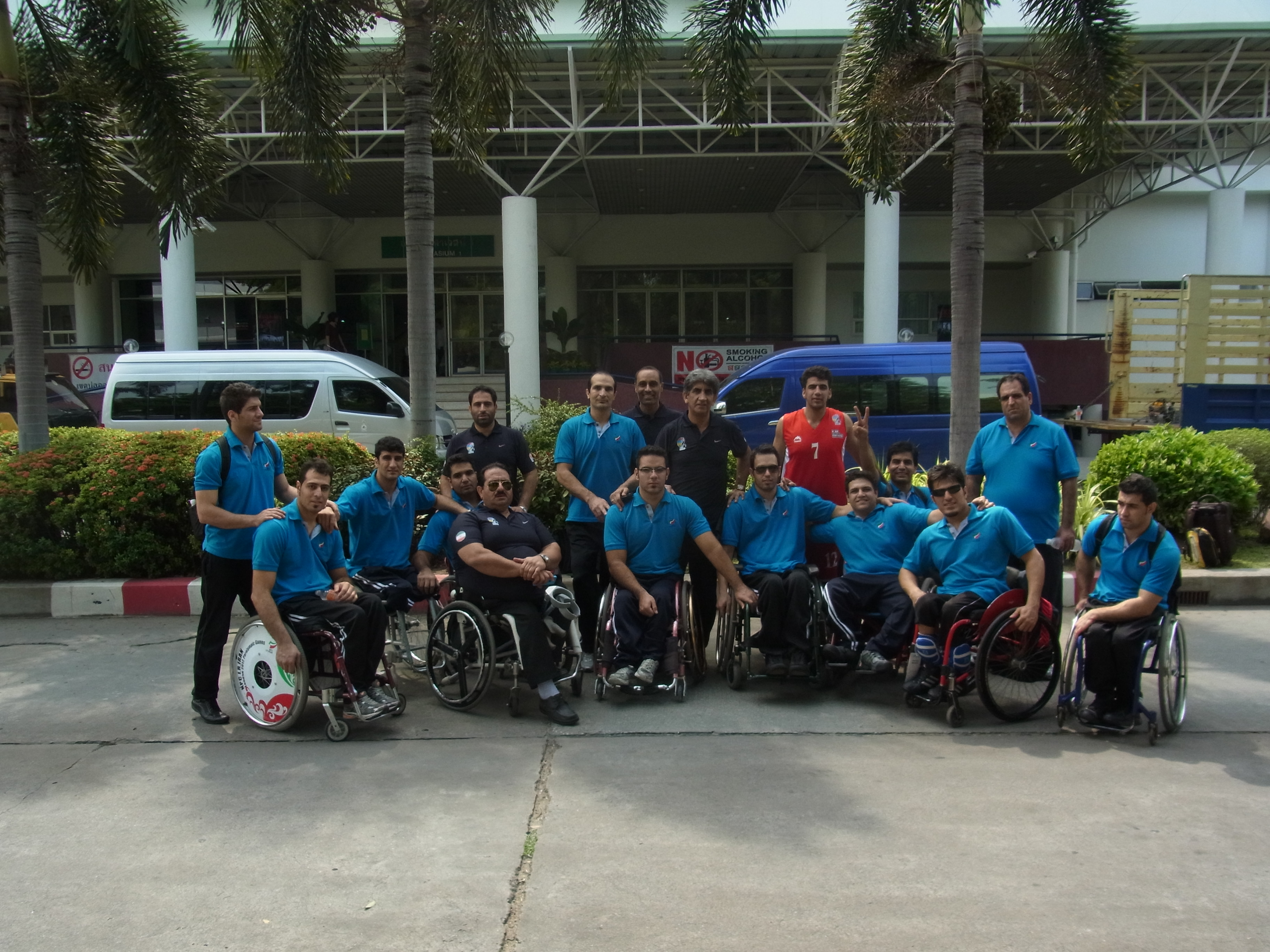
Wheelchair Basketball Asia Oceania Championship 2013

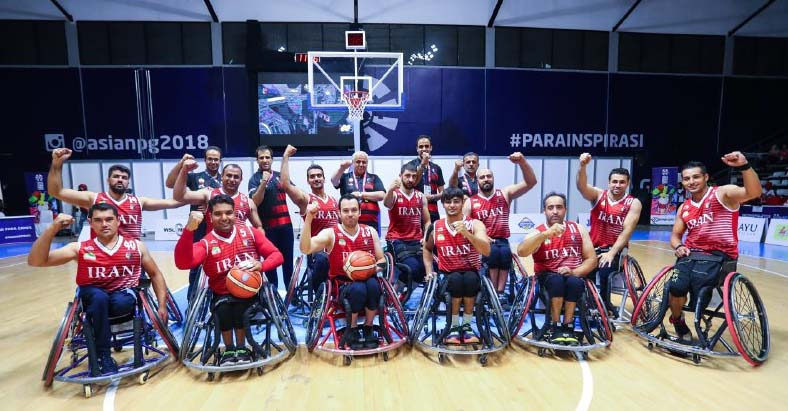
تیم ملی بسکتبال با ویلچر ایران

تیم ملی بسکتبال با ویلچر مردان ایران نماینده بسکتبال با ویلچر کشور ایران در مسابقات بین‌المللی است که زیر نظر فدراسیون ورزش‌های جانبازان و معلولین فعالیت می‌کند.

## اولین بازی ملی
بسکتبال با ویلچر فرمی از بسکتبال برای معلولان می‌باشد. تاریخچه این ورزش به بین دهه‌های ۱۹۴۰ تا ۱۹۶۰ بر می‌گردد که پس از جنگ جهانی دوم معلولان آمریکایی این بازی را انجام می‌دادند پس از آن به مرور زمان این ورزش در سراسر جهان شناخته شد از سال ۱۹۷۳ جام جهانی بسکتبال با ویلچر برگزار شد.
مسابقات این رشته به صورت تیمی در دو بخش بانوان و آقایان برگزار می‌شود، این رشته از سال ۱۳۵۲ شمسی مطابق با ۱۹۷۳ میلادی در داخل سازمان ISMGF بوده و از سال ۱۳۷۲ شمسی مطابق با  ۱۹۹۳ میلادی تحت پوشش فدراسیون جهانی IWBF قرار گرفته و به فعالیت خود ادامه داده است.
آغاز فعالیت این رشته در ایران به سال ۱۳۵۹ بر می‌گردد و اولین دور مسابقات قهرمانی کشوری این رشته نیز در همین سال برگزار گردید و در سال ۱۳۶۰ یعنی در سال ۱۹۸۱ میلادی اولین برنامه برون مرزی با اعزام تیم ملی کشورمان به مسابقات بین‌المللی یوگسلاوی صورت گرفت.
طی سال های ۱۹۸۱ تا ۲۰۰۰ به دلیل حضور فعال اسراییل در مسابقات جهانی و پارالمپیک و کم بودن کشورهای فعال در این رشته و احتمال برخورد با هم، در رقابتهای جهانی و المپیک شرکت نکرد.
رقابتهای جام فجر و چند رقابت بین المللی و رقابتهای مقدماتی المپیک در سال ۱۹۹۶ و ۲۰۰۰ و ۲۰۰۴ کل فعالیت های ایران تا سال ۲۰۰۴ بود. بعد از تشکیل منطقه آسیا-اقیانوسیه در سال ۲۰۰۵ فعالیت ایران بیشتر شد. در اولین حضور در سال ۲۰۰۵ با بردن تایوان در رده بندی برنز گرفت.

## تورنومنت‌ها

### قهرمانی جهان
| قهرمانی جهان | قهرمانی جهان | قهرمانی جهان | قهرمانی جهان | قهرمانی جهان |
| سال          | مکان         | بازی         | برد          | باخت         |
| ------------ | ------------ | ------------ | ------------ | ------------ |
| ۱۹۷۳         | حاضر نبود    | -            | -            | -            |
| ۱۹۷۵         | حاضر نبود    | -            | -            | -            |
| ۱۹۷۹         | حاضر نبود    | -            | -            | -            |
| ۱۹۸۳         | حاضر نبود    | -            | -            | -            |
| ۱۹۸۶         | حاضر نبود    | -            | -            | -            |
| ۱۹۹۰         | حاضر نبود    | -            | -            | -            |
| ۱۹۹۴         | حاضر نبود    | -            | -            | -            |
| ۱۹۹۸         | حاضر نبود    | -            | -            | -            |
| ۲۰۰۲         | حاضر نبود    | -            | -            | -            |
| ۲۰۰۶         | حاضر نبود    | -            | -            | -            |
| ۲۰۱۰         | حاضر نبود    | -            | -            | -            |
| ۲۰۱۴         | هشتم         | ۷            | ۶            | ۱            |
| ۲۰۱۸         | چهارم        | ۷            | ۵            | ۲            |
| ۲۰۲۲         | سوم          | ۷            | ۴            | ۳            |
| مجموع        | ۳/۱۲         | ۲۱           | ۱۵           | ۶            |

### پارالمپیک
| پارالمپیک | پارالمپیک | پارالمپیک | پارالمپیک | پارالمپیک |
| سال       | مکان      | بازی      | برد       | باخت      |
| --------- | --------- | --------- | --------- | --------- |
| ۱۹۶۸      | حاضر نبود | -         | -         | -         |
| ۱۹۷۲      | حاضر نبود | -         | -         | -         |
| ۱۹۷۶      | حاضر نبود | -         | -         | -         |
| ۱۹۸۰      | حاضر نبود | -         | -         | -         |
| ۱۹۸۴      | حاضر نبود | -         | -         | -         |
| ۱۹۸۸      | حاضر نبود | -         | -         | -         |
| ۱۹۹۲      | حاضر نبود | -         | -         | -         |
| ۱۹۹۶      | حاضر نبود | -         | -         | -         |
| ۲۰۰۰      | حاضر نبود | -         | -         | -         |
| ۲۰۰۴      | نهم       | ۵         | ۱         | ۴         |
| ۲۰۰۸      | هشتم      | ۸         | ۳         | ۵         |
| ۲۰۱۲      | حاضر نبود | -         | -         | -         |
| ۲۰۱۶      | دهم       | ۶         | ۲         | ۴         |
| ۲۰۲۰      | نهم       | ۵         | ۳         | ۲         |
| مجموع     | ۴/۱۴      | ۲۴        | ۹         | ۱۵        |

### بازی‌های پارآسیایی
| بازی‌های پارآسیایی | بازی‌های پارآسیایی | بازی‌های پارآسیایی | بازی‌های پارآسیایی | بازی‌های پارآسیایی |
| سال               | مکان              | بازی              | برد               | باخت              |
| ----------------- | ----------------- | ----------------- | ----------------- | ----------------- |
| ۲۰۱۰              | حاضر نبود         | -                 | -                 | -                 |
| ۲۰۱۴              | سوم               | ۶                 | ۵                 | ۱                 |
| ۲۰۱۸              | اول               | ۶                 | ۶                 | ۰                 |
| ۲۰۲۲              | سوم               | ۶                 | ۵                 | ۱                 |
| مجموع             | ۳/۴               | ۱۸                | ۱۶                | ۲                 |

##### ۲۰۱۴
1. ایران ۸۴-۴۴ مالزی
2. ایران ۹۸-۴۳ کویت
3. ایران ۹۳-۴۸ تایلند
4. ایران ۹۸-۳۷ هنگ کنگ
5. ایران ۷۵-۸۴ ژاپن
6. ایران ۸۷-۵۱ تایلند

##### ۲۰۱۸
1. ایران ۱۱۷-۱۷ اندونزی
2. ایران ۹۱-۵۵ چین
3. ایران ۸۹-۵۶ تایلند
4. ایران ۸۷-۳۰ عراق
5. ایران ۸۷-۵۰ کره جنوبی
6. ایران ۶۸-۶۶ ژاپن

##### ۲۰۲۲
1. ایران ۹۱-۳۳ افغانستان
2. ایران ۷۲-۴۲ چین
3. ایران ۹۰-۳۲ فیلیپین
4. ایران ۷۴-۶۳ تایلند
5. ایران ۴۰-۴۳ ژاپن
6. ایران ۷۹-۳۵ چین

### فسپیک
اولین طلای این رشته در نهم آذر ۱۳۸۵ به دست اومد. البته قبل از اون مسابقات بین‌المللی جام فجر چندین سال برگزار می‌شد و معمولا ایران اول می‌شد و بیشتر رقیبان تیمهای غرب آسیا بودند.
به گزارش خبرنگار اعزامی مهر از مالزی، در آخرین روز از مسابقات بسکتبال با ویلچر نهمین دوره بازیهای فسپیک تیم بسکتبال با ویلچر کشورمان طی دیداری قدرتمندانه با نتیجه ۷۷ بر ۵۸ مقابل استرالیا به برتری رسید. این نخستین عنوان قهرمانی تیم بسکتبال با ویلچر ایران درتاریخ این رشته به حساب می‌آید. تیم کشورمان در این دیدار با ترکیب غلامزاد، دقاقله، طرفی، احمدی و غریب لو با ترکیب اصلی به میدان رفت.
کشورهای غرب آسیا تنها در دوره آخر بازی‌های فسپیک (که مخصوص شرق دور و اقیانوسیه بود) مجاز به شرکت شدند و این اولین و آخرین حضور بود چون مسابقات منحل شد و به جای آن بازیهای آسیایی جایگزین شد.

### قهرمانی آسیا
تا سال 1994 زون بندی و مسابقات قاره ای وجود نداشت. ایران در منطقه خاورمیانه و آفریقا قرار داشت. مسابقات قهرمانی آفریقا و آسیا از سال 2005 شکل گرفت. ایران بعد از 2004 به آسیا-اقیانوسیه منتقل شد. در اولین دوره قهرمانی آسیا ایران با بردن تایوان برنز گرفت.
| قهرمانی آسیا | قهرمانی آسیا | قهرمانی آسیا | قهرمانی آسیا | قهرمانی آسیا |
| سال          | مکان         | بازی         | برد          | باخت         |
| ------------ | ------------ | ------------ | ------------ | ------------ |
| ۲۰۱۵         | نایب‌قهرمان   | ۸            | ۶            | ۲            |
| مجموع        | ۱/۱          | ۸            | ۶            | ۲            |

نایب قهرمانی ۲۰۲۲ میزبانی تایلند (مسابقات قهرمانی آسیا و اقیانوسیه و کسب سهیمه جهانی)
تا سال ۲۰۰۴ میلادی به علت کمبود تیمهای فعال در سطح جهان، ایران در منطقه غرب آسیا و آفریقا بود. تیم آفریقای جنوبی تیم خوب این منطقه بود. بعد از پارالمپیک ۲۰۰۴ فدراسیون جهانی اقدام به تشکیل دو منطقه آسیا-اقیانوسیه و آفریقا می‌گیرد و مناطق آسیا-پاسفیک که شامل شرق آسیا و اقیانوسیه بود و منطقه غرب آسیا و آفریقا منحل می‌شود. اولین دوره رقابت منطقه آسیا سال ۲۰۰۵ به میزبانی مالزی در بخش مردان در دو رده سنی جوانان و بزرگسالان برگزار شد و ایران سوم شد. در سال ۲۰۰۷ اطلاعاتی در دست نیست و احتمالا ایران شرکت نکرد. در سال ۲۰۰۹ تا ۲۰۱۱ ایران محروم بود. از ۲۰۱۳ تا ۲۰۲۲ ایران پنج دوره در قهرمانی آسیا شرکت کرده و صاحب ۵ مدال شده‌است.

#### نتایج قهرمانی آسیا
منبع نتایج:
نتیجه بر حسب دوره ها:
چهار نقره و سه برنز + سال ۲۰۰۷ نامشخص + دو دوره محروم بود
از ۲۰۱۳ تا ۲۰۲۳: ۴۵ بازی ۳۴ برد و ۱۱ باخت
1. سال ۲۰۰۵ : برنز
2. سال ۲۰۰۷: نامشخص
3. سال ۲۰۰۹: محروم بود (به خاطر مسایل پارالمپیک ۲۰۰۸)
4. سال ۲۰۱۱: محروم بود (به خاطر مسایل پارالمپیک ۲۰۰۸)
5. سال ۲۰۱۳: برنز - ۶ برد و ۱ باخت
6. سال ۲۰۱۵: نقره - ۶ برد و ۲ باخت
7. سال ۲۰۱۷: نقره - ۵ برد و ۱ باخت
8. سال ۲۰۱۹: برنز - ۵ برد و ۳ باخت
9. سال ۲۰۲۱: نقره (در سال ۲۰۲۲ برگزار شد) - ۶ برد و ۲ باخت
10. سال ۲۰۲۳: نقره (در سال ۲۰۲۴ برگزار شد) - ۶ برد و ۲ باخت

۲۰۲۳: تیم کشورمان که در مرحله گروهی مقابل تایلند، چین، کره جنوبی و ژاپن و در مرحله یک چهارم نهایی نیز مقابل افغانستان پیروز شده و در نیمه نهایی مجدد ژاپن را برد و فقط ۲ شکست را در مرحله گروهی و در فینال باز هم مقابل استرالیا تجربه کرده بود. ایران پیش از شروع مسابقات در دو بازی دوستانه تایلند را دومرتبه شکست داد.
۲۰۱۳: یم ملی بسکتبال با ویلچر ایران در تایلند سوم شد. امروز و در آخرین از روز رقابت‌های انتخابی بسکتبال با ویلچر قهرمانی جهان، ملی پوشان تیم بسکتبال با ویلچر ایران در دیدار رده بندی مقابل تیم قدرتمند ژاپن قرار گرفتند و در پابان در جایگاه سوم این مسابقات قرار گرفتند. در آخرین از روز رقابت‌های انتخابی بسکتبال با ویلچر قهرمانی جهان، ملی پوشان تیم بسکتبال با ویلچر ایران در دیدار رده بندی مقابل تیم قدرتمند ژاپن قرار گرفتند و در پابان در جایگاه سوم این مسابقات قرار گرفتند. به گزارش خبرگزاری دانشجویان ایران(ایسنا)، نمایندگان ایران موفق شدند این دیدار را با نتیجه ۸۰ بر ۵۳ به پایان رسانده و در جایگاه سوم این رقابت‌ها قرار گیرند.بدین ترتیب پرونده حضور ایران در رقابت‌های انتخابی بسکتبال با ویلچر قهرمانی جهان تایلند، با کسب عنوان سوم و نیز مجوز حضور در رقابت‌های جام جهانی سال ۲۰۱۴، بسته شد.در دیدار فینال نیز تیم‌های استرالیا و کره جنوبی به مصاف هم رفتند. ایران برای راه یابی به این مرحله، تیم‌های ژاپن، تایلند، چین تایپه و مالزی را پشت سر گذاشت و در دیدار حذفی نیز مقابل نیوزلند قرار گرفت و در مرحله نیمه‌نهایی نیز با پذیرش شکست برابر کره، از راه یابی به فینال بازماند. رقابت‌های انتخابی بسکتبال با ویلچر تایلند با حضور ۱۰ تیم از اول آذر ماه آغاز شد و امروز به کار خود پایان می‌دهد. تیم‌های استرالیا، ایران و ژاپن سه تیم راه یافته به رقابت‌های جام جهانی هستند که با همراهی کره جنوبی، میزبان مسابقات، به عنوان نمایندگان منطقه آسیا و اقیانوسیه در مسابقات جهانی سال آینده حضور می‌یابند. این اولین حضور ایران در مسابقات جهانی بود.  در این مسابقات ۱۰ تیم در قالب دو گروه شرکت کرده اند که در گروه A ایران با ژاپن، چین، مالزی و تایوان هم گروه است و در گروه B نیز تیم های استرالیا، کره جنوبی، کویت، نیوزلند و تایلند قرار دارند. در پایان این رقابت ها، به غیر از کره جنوبی که از سهمیه میزبانی استفاده می کند، ۳ تیم دیگر جواز حضور در رقابت های جهانی را کسب می کنند و به همراه ۱۱ تیم منتخب از قاره های دیگر در رقابت های جهانی که تیر ماه سال ۹۳ در کره جنوبی برگزار می شود، حضور خواهند داشت. این رقابت ها از یکم تا هشتم آذر ماه در شهر بانکوک برپاست. 

##### ۲۰۱۳
1. ایران - ژاپن
2. ایران ۶۲-۳۱ مالزی
3. ایران - تایوان
4. ایران - تایلند
5. ایران - نیوزلند
6. ایران - کره جنوبی
7. ایران ۸۰-۵۳ ژاپن

##### ۲۰۱۵
1. ایران ۹۴-۳۲ مالزی
2. ایران ۵۶-۸۳ استرالیا
3. ایران ۱۰۰-۴۱ فیلیپین
4. ایران ۱۰۶-۲۶ تایوان
5. ایران ۱۲۳-۳۲ عربستان
6. ایران ۸۲-۷۴ چین
7. ایران ۸۳-۶۷ کره جنوبی
8. ایران ۶۰-۷۸ استرالیا

##### ۲۰۱۷
1. ایران ۸۵-۳۱ عربستان
2. ایران ۵۴-۱۵ نیوزلند
3. ایران ۸۹-۶۲ تایلند
4. ایران ۸۶-۴۵ چین
5. ایران ۸۰-۷۶ ژاپن
6. ایران ۵۴-۸۰ استرالیا

##### ۲۰۱۹
1. ایران ۶۴-۶۰ چین
2. ایران ۵۱--۷۱ ژاپن
3. ایران ۵۵-۷۸ استرالیا
4. ایران ۸۵-۳۷ تایلند
5. ایران ۷۵-۶۳ کره جنوبی
6. ایران ۸۴-۵۱ چین
7. ایران ۶۵-۷۷ استرالیا
8. ایران ۶۶-۵۵ ژاپن

##### ۲۰۲۱
1. ایران ۴۴-۵۷ استرالیا
2. ایران ۵۶-۵۰ کره جنوبی
3. ایران ۲۰-۰ ژاپن (عدم حضور و انصراف ژاپن)
4. ایران ۸۳-۶۵ تایلند
5. ایران ۸۲-۳۶ مالزی
6. ایران ۸۶-۲۹ فیلیپین
7. ایران ۷۴-۴۶ تایلند
8. ایران ۵۰-۵۶ استرالیا

##### ۲۰۲۳
1. ایران ۶۷-۴۸ کره جنوبی
2. ایران ۸۶-۵۱ تایلند
3. ایران ۷۴-۶۵ ژاپن
4. ایران ۶۰-۶۹ استرالیا
5. ایران ۸۴-۵۳ چین
6. ایران ۸۱-۴۱ افغانستان
7. ایران ۶۳-۴۸ ژاپن
8. ایران ۵۱-۵۳ استرالیا

### Asia Oceania Wheelchair Basketball Championships
2013 IWBF Asia-Oceania Championship - W ,  L
2015 IWBF Asia-Oceania Championship - 6 W , 2 L
2017 IWBF Asia-Oceania Championship -  W , L
2019 IWBF Asia-Oceania Championship - 4 W , 3 L
2021 IWBF Asia-Oceania Championship - W ,  L
2023 IWBF Asia-Oceania Championship - W ,  L
| Year      | Position | W | L |
| --------- | -------- | - | - |
| 2007      | ?        | 0 | 0 |
| 2009-2011 | Banned   | 0 | 0 |
| 2013      | 3        |   |   |
| 2015      | 2        |   |   |
| 2017      | 2        |   |   |
| 2019      | 3        |   |   |
| 2021      | 2        |   |   |
| 2023      | 2        |   |   |
| Total     | 5/8      | ? | ? |

## محرومیت
در بازی‌های پارالمپیک تابستانی ۲۰۰۸ ایران به دلیل تغیر برنامه بازی‌ها (جهت بازی نکردن با اسراییل) به جهت اعتراض در مقابل آمریکا در مرحله یک چهارم نهایی حاضر نشد. پس از این بازی‌ها کمیته بین‌المللی پارالمپیک پنج سال محرومیت از حضور در تمامی مسابقات بسکتبال با ویلچر در سطح جهان را برای ایران تا تاریخ اول ژانویه ۲۰۱۴ در نظر گرفت. غفور کارگری که بعدها رییس کمیته پارالمپیک ایران هم شد و در آن زمان در کاروان اعزامی مسئولیت داشت این اقدام را با فرافکنی توجیه کرد. در اوایل سال ۲۰۱۳ کمیته بین‌المللی پارالمپیک با یازده ماه تخفیف، پایان محرومیت بسکتبال با ویلچر ایران را اعلام نمود.